# Татаров Олексій Валентинович
Олексій Валентинович Татаров (30 березня 1940, Київ — † 17 січня 2015, Київ), український художник, бард.

## Художник
Олексій Валентинович Татаров народився 30.03.1940 р. у сім'ї київських творчих інтелігентів: батько свого часу навчався в художньому інституті, мама закінчила консерваторію по класу фортепіано. Однак син художніх нахилів особливо не проявляв. Та коли в 12 років опинився в дитячому санаторії, і там, щоб зайняти дітей, «видали» пластилін, виліпив Тараса Бульбу. Чомусь саме цей образ уявився, і вийшов дуже схожим і переконливим. Отож, до художньої школи вступив із твердим наміром вчитися на скульптора. У 10-му класі доля звела О. Татарова з молодим тоді вчителем Володимиром Павловичем Луцаком, який став його наставником і порадником. Затим був художній інститут і, здавалося, — прямий шлях до втілення мрії. У 1962 році все раптово змінилося: після відомого «вибуху» Микити Хрущова під час виставки з нагоди 30-річчя Московської спілки художників надійшла вказівка — із творчих вишів України вигнати п'ятьох студентів!
|  | Я, як першим номером вступив до інституту, так першим і вилетів… На щастя, в художній школі я навчався в одному класі з донькою уславленої Тетяни Яблонської. І, спасибі Тетяні Нилівні, вона пішла до керівництва і відстояла мої права на поновлення. |

Берегиня, 1996

Але щоб поновитися, треба було пройти виховання працею — півроку попрацювати учнем токаря чи слюсаря на «Більшовику».
|  | Я подумав-подумав і вирішив зі скульптурою розлучитися, якось одразу перегорів… А тоді написав заяву на мистецтвознавче відділення. Якийсь час працював і в комбінаті монументального мистецтва. |

(Одну з мозаїк О. Татарова — «Олені» — можна побачити в підземному переході метрополітену на станції «Майдан Незалежності».) Пізніше О. Татаров зрозумів, що його справжнє покликання — живопис. Цікаво, що на його роботах позначилося «мозаїчне» минуле — картини ніби зіткані з невеличких яскравих клаптиків, які в гармонійному поєднанні створюють певний настрій і сюжетність. Спочатку О. Татаров писав пером і тушшю, і то було поєднання мистецтва і великого терпіння. Ті перші роботи особливо вражають витонченістю. Поступово почав освоювати пензлі, кольорову туш, затим перейшов на фарби…
|  | Картини у мене начебто схожі, оскільки пишу в притаманній мені манері, і водночас дуже різні, адже працюю так, щоб не повторюватися. Тому хронологічно поряд можуть бути і абстракція, і щось наближене до натури. Йду за імпульсом, за настроєм. На щастя, вчасно зрозумів, що мистецтво – це естетика, а не пропаганда чогось. І тому на кожній картині є якісь деталі, які виникають спонтанно, інтуїтивно, але ж саме в цьому й виявляється особистість художника... Ніколи після того, як вивів на картині підпис, нічого не зачіпаю і не виправляю, бо прекрасно розумію, що тільки за одним імпульсом можна йти. Тому й поставив свого часу заборону: ніяких офіційних виставок... |

Єва, 2007

О.Татаров працював для себе, аж поки друг-учений, лауреат Ленінської премії, не витягнув картини у «світ», влаштувавши першу виставку у столичному Інституті генетики. Подібних виставок для наукової, а згодом і творчої інтелігенції було немало, і не лише у Києві. З творчістю О. Татарова знайомилися у Москві, у Петербурзі, в Кишиневі. У 1996 р. друзі запросили його до США, де з великим успіхом пройшла презентація його робіт.
|  | Мої картини – як наречена, почуття до якої особливо світлі й чисті… На кожній – мої враження: від Єгипту, приміром, який люблю і давно мріяв там побувати; від Зальцбурга, міста Моцарта, яке, здається, все наповнене його музикою (я його так і зобразив, позбавивши тілесності); від Булгакова, якого постійно перечитую… А тут – наша трагедія, художники-бойчукісти, яких Сталін розстріляв, і це той шлях, яким вони пішли до Сибіру і не повернулися. Відновлення пам’ятника княгині Ользі побачив через ось такі проломи часу. На задньому плані «заховав» автора – Івана Петровича Кавалерідзе, який усміхається на все це. У мене він присутній тут, біля творіння своїх рук, хоча, коли відкривали пам’ятник у 1913 році, автора не допустили до відкриття, бо він не помирився з церквою, тож стояв у натовпі. Така вона, доля митця!.. На другому народженні пам’ятника теж не був присутній, оскільки на той час уже помер… А це – Рух, 1992 рік, якесь було передчуття, що він розколеться, тому й намалював його таким, роздвоєним… |

## Бард
Яскрава бардівська сторінка у житті О. Татарова з'явилася у сорок три роки імпульсивно, але, мабуть, закономірно. Він дуже любив пісні Володимира Висоцького, і коли великий поет і співак помер, пережив страшенне потрясіння.
|  | На цьому оголеному нерві намалював з десяток портретів Висоцького! Ніколи раніше серійно не працював, щоб не повторюватися. Але то був такий крик душі, що я малював і малював. Дізнавшись про картини, прийшли до мене київські барди. І якось привели вони до мене Олександра Розенбаума, з яким ми навдивовижу швидко здружилися. Під час однієї із зустрічей у Петербурзі Олександр на моїх очах написав кілька пісень. І той процес так полонив мене, що раптом почався внутрішній свербіж: я теж так хочу! А головне, що ясно відчув: не тільки хочу, а й зможу! |

Пісні писав на тому ж емоційному надриві, що й Володимир Висоцький. До процесу долучилася вірна дружина Олександра Василівна — Сашенька. Так з'явилася музична поема за творами Михайла Булгакова — як самобутнє і яскраве доповнення до вже існуючого живописного циклу. Так народилася півторагодинна художньо-музична композиція, присвячена творчості відомого живописця Павла Філонова, послідовником якого є О. Татаров. Концертну діяльність талановитого подружжя з Києва «благословив» петербуржець «фотограф милістю Божою» Михайло Леонов. У Пітері в залі для співу палацу графині Паніної відбувся особливо пам'ятний концерт — презентація бард-поеми на 45 хвилин. Ще один — у Києві на балконі театру на Подолі — на річницю від дня народження великого Михайла Булгакова.
|  | Коли пісень було близько 200, то на концерти виносилися ті ж сорок... У мене так вийшло: останню пісню написав у передчутті незалежності. І - все, як відрізало! Як прийшло, так і пішло... |

## Посилання

Різдво, 2013